# Dzbaneczka różowawa
Dzbaneczka różowawa (Ditangium cerasi (Schumach.) Costantin & L.M. Dufour) – gatunek grzybów należący do rodziny łojówkowatych (Sebacinaceae).

## Systematyka i nazewnictwo
Pozycja w klasyfikacji według Index Fungorum: Ditangium, Sebacinaceae, Sebacinales, Incertae sedis, Agaricomycetes, Agaricomycotina, Basidiomycota, Fungi.
Po raz pierwszy takson ten opisał w 1803 r. Heinrich Christian Friedrich Schumacher nadając mu nazwę Tremella cerasi. Potem zaliczany był do różnych innych rodzajów. Obecną, uznaną przez Index Fungorum nazwę nadali mu w 1891 r. Ovidiu Constantinescu i Jean-Marie Léon Dufour przenosząc go do rodzaju Ditangium.
Synonimy:
- Craterocolla cerasi (Schumach.) Bref. 1888
- Exidia cerasi (Schumach.) Ricken 1918
- Ombrophila cerasi (Schumach.) Lapl. 1894
- Sphaeria cerasi Schumach. 1803
- Tremella cerasi Schumach. 1803[2].

Nazwę polską nadał Władysław Wojewoda w 1977 r. dla nazwy naukowej Craterocolla cerasi. Po przeniesieniu do rodzaju Ditangium stała się niespójna z nową nazwą naukową. W 2024 r. Komisja ds. Polskiego Nazewnictwa Grzybów Polskiego Towarzystwa Mykologicznego zaktualizowała nazwę tego gatunku.

## Morfologia
Owocnik
Kubkowaty o średnicy 5–20 mm i wysokości 3–8 mm, barwie od różowej do ceglastoczerwonej, czasem starzejące się owocniki blakną stając się prawie białe. Konidia tworzą się sporadycznie, razem z powstaniem teleomorficznej postaci owocnika. Powstają na krateropodobnej anamorfie o średnicy 1–2 mm.
Cechy mikroskopowe
System strzępkowy monomityczny. Strzępki bez sprzążek, splątane lub wznoszące się, obficie inkrustowane oleistą substancją. Strzępki tramy cienkościenne do lekko grubościennych 1,5–4 μm, sporadycznie nabrzmiałe do 5 μm. Strzępki subhymenium cienkościenne o średnicy (1–)1,5–3 μm. Hyfidy w hymenium liczne, słabo lub silnie rozgałęzione. Ich gałęzie wierzchołkowe mają średnicę 1–2 μm. Podstawki zazwyczaj 4–, rzadko 2– sterygmowe, odwrotnie jajowate do prawie kulistych. Bazydiospory o wymiarach 7,8–12,8 × 6,1–10 μm, wąsko cylindryczne do cylindrycznych, nieco do wyraźnie zakrzywione. Strzępki owocników anamorficznych podobne do tych u teleomorf, ale często o pogrubionych ścianach. Konidia cienkościenne, cylindryczne, głównie lekko lub umiarkowanie zakrzywione (księżycowate), 4,8–9,2 × 1,7–2,6 μm.

## Występowanie i siedlisko
Występuje w Ameryce Północnej, Europie i Azji. W Polsce do 2003 r. podano 3 stanowiska. Liczniejsze i bardziej aktualne stanowiska podaje internetowy atlas grzybów. Znajduje się na Czerwonej liście roślin i grzybów Polski. Ma status E – gatunek wymierający, którego przeżycie jest mało prawdopodobne, jeśli nadal będą działać czynniki zagrożenia.
Nadrzewny grzyb saprotroficzny rozwijający się na drewnie drzew liściastych, głównie na martwych pniach i gałęziach. W Polsce podano jej występowanie na drewnie czereśni ptasiej, ale w innych krajach na wielu innych gatunkach drzew zarówno liściastych jak iglastych.